# Zalog (Straža, Slovenija)
Zalog je naselje u slovenskoj Općini Straži. Zalog se nalazi u pokrajini Dolenjskoj i statističkoj regiji Jugoistočnoj Sloveniji. 

## Stanovništvo
Prema popisu stanovništva iz 2002. godine naselje je imalo 128 stanovnika.